# Norman Park
Norman Park is een plaats (city) in de Amerikaanse staat Georgia, en valt bestuurlijk gezien onder Colquitt County.

## Demografie
Bij de volkstelling in 2000 werd het aantal inwoners vastgesteld op 849.
In 2006 is het aantal inwoners door het United States Census Bureau geschat op 870, een stijging van 21 (2.5%).

## Geografie
Volgens het United States Census Bureau beslaat de plaats een oppervlakte van
8,2 km², waarvan 8,1 km² land en 0,1 km² water. Norman Park ligt op ongeveer 84 m boven zeeniveau.

## Plaatsen in de nabije omgeving
De onderstaande figuur toont nabijgelegen plaatsen in een straal van 24 km rond Norman Park.